# Cantonul Parthenay
Cantonul Parthenay este un canton din arondismentul Parthenay, departamentul Deux-Sèvres, regiunea Poitou-Charentes, Franța.

## Comune
| Comune                         | Populație (1999) | Cod poștal | Cod INSEE |
| ------------------------------ | ---------------- | ---------- | --------- |
| Adilly                         | 314              | 79200      | 79002     |
| Amailloux                      | 849              | 79350      | 79008     |
| La Chapelle-Bertrand           | 510              | 79200      | 79071     |
| Châtillon-sur-Thouet           | 2.814            | 79200      | 79080     |
| Fénery                         | 308              | 79450      | 79118     |
| Lageon                         | 366              | 79200      | 79145     |
| Parthenay                      | 10.338           | 79200      | 79202     |
| Pompaire                       | 1.947            | 79200      | 79213     |
| Saint-Germain-de-Longue-Chaume | 394              | 79200      | 79255     |
| Le Tallud                      | 1.990            | 79200      | 79322     |
| Viennay                        | 1.111            | 79200      | 79347     |